# Lee Wallace
Lee Wallace (Edimburgo, 21 agosto 1987) è un ex calciatore scozzese, di ruolo difensore.

## Statistiche

### Presenze e reti nei club
Statistiche aggiornate al 6 aprile 2016.
| Stagione                    | Squadra                     | Campionato                  | Campionato | Campionato | Coppe nazionali      | Coppe nazionali | Coppe nazionali | Coppe continentali | Coppe continentali | Coppe continentali | Altre coppe | Altre coppe | Altre coppe | Totale | Totale |
| Stagione                    | Squadra                     | Comp                        | Pres       | Reti       | Comp                 | Pres            | Reti            | Comp               | Pres               | Reti               | Comp        | Pres        | Reti        | Pres   | Reti   |
| --------------------------- | --------------------------- | --------------------------- | ---------- | ---------- | -------------------- | --------------- | --------------- | ------------------ | ------------------ | ------------------ | ----------- | ----------- | ----------- | ------ | ------ |
| 2005-2006                   | Hearts of Midlothian        | PL                          | 11         | 0          | -                    | -               | -               | -                  | -                  | -                  | -           | -           | -           | 11     | 0      |
| 2006-2007                   | Hearts of Midlothian        | PL                          | 15         | 0          | -                    | -               | -               | UCL+CU             | 2+2                | 0+0                | -           | -           | -           | 19     | 0      |
| 2007-2008                   | Hearts of Midlothian        | PL                          | 21         | 0          | -                    | -               | -               | -                  | -                  | -                  | -           | -           | -           | 21     | 0      |
| 2008-2009                   | Hearts of Midlothian        | PL                          | 34         | 2          | CS+CdL               | 2+1             | 0+0             | -                  | -                  | -                  | -           | -           | -           | 37     | 2      |
| 2009-2010                   | Hearts of Midlothian        | PL                          | 32         | 1          | CdL                  | 3               | 0               | UEL                | 1                  | 0                  | -           | -           | -           | 36     | 1      |
| 2010-2011                   | Hearts of Midlothian        | PL                          | 9          | 0          | CdL                  | 1               | 0               | -                  | -                  | -                  | -           | -           | -           | 10     | 0      |
| Totale Hearts of Midlothian | Totale Hearts of Midlothian | Totale Hearts of Midlothian | 122        | 3          |                      | 7               | 0               |                    | 5                  | 0                  |             |             |             | 134    | 3      |
| 2011-2012                   | Glasgow Rangers             | PL                          | 20         | 2          | CS                   | 2               | 0               | UCL+UEL            | 2+2                | 0+0                | -           | -           | -           | 26     | 2      |
| 2012-2013                   | Glasgow Rangers             | 3D                          | 33         | 3          | CS+CdL+Challenge Cup | 3+4+0           | 0+1+0           | -                  | -                  | -                  | -           | -           | -           | 40     | 4      |
| 2013-2014                   | Glasgow Rangers             | SL1                         | 28         | 3          | CS+CdL+Challenge Cup | 5+1+5           | 0+0+0           | -                  | -                  | -                  | -           | -           | -           | 39     | 3      |
| 2014-2015                   | Glasgow Rangers             | SC                          | 31+6       | 3+1        | CS+CdL+Challenge Cup | 2+5+3           | 0+0+0           | -                  | -                  | -                  | -           | -           | -           | 41+6   | 3+1    |
| 2015-2016                   | Glasgow Rangers             | SC                          | 36         | 7          | CS+CdL+Challenge Cup | 6+3+5           | 2+0+0           | -                  | -                  | -                  | -           | -           | -           | 50     | 9      |
| 2016-2017                   | Glasgow Rangers             | SP                          | 27         | 3          | CS+CdL               | 3+5             | 0               | -                  | -                  | -                  | -           | -           | -           | 35     | 3      |
| 2017-2018                   | Glasgow Rangers             | SP                          | 5          | 0          | CS+CdL               | 0               | 0               | UEL                | 2                  | 0                  | -           | -           | -           | 7      | 0      |
| 2018-2019                   | Glasgow Rangers             | SP                          | 3          | 0          | CS+CdL               | 0               | 0               | UEL                | 0                  | 0                  | -           | -           | -           | 3      | 0      |
| Totale Glasgow Rangers      | Totale Glasgow Rangers      | Totale Glasgow Rangers      | 183+6      | 21+1       |                      | 52              | 3               |                    | 6                  | 0                  |             |             |             | 241+6  | 24+1   |
| 2019-2020                   | QPR                         | FLC                         | 11         | 0          | FACup+CdL            | 1+0             | 1+0             | -                  | -                  | -                  | -           | -           | -           | 12     | 1      |
| 2020-2021                   | QPR                         | FLC                         | 27         | 1          | FACup+CdL            | 0               | 0               | -                  | -                  | -                  | -           | -           | -           | 27     | 1      |
| 2021-2022                   | QPR                         | FLC                         | 21         | 0          | FACup+CdL            | 2+1             | 0               | -                  | -                  | -                  | -           | -           | -           | 24     | 0      |
| Totale QPR                  | Totale QPR                  | Totale QPR                  | 59         | 1          |                      | 4               | 1               |                    |                    |                    |             |             |             | 63     | 2      |
| Totale carriera             | Totale carriera             | Totale carriera             | 264+6      | 25+1       |                      | 63              | 4               |                    | 11                 | 0                  |             |             |             | 338+6  | 29+1   |

### Cronologia presenze e reti in nazionale
| Cronologia completa delle presenze e delle reti in nazionale ― Scozia | Cronologia completa delle presenze e delle reti in nazionale ― Scozia | Cronologia completa delle presenze e delle reti in nazionale ― Scozia | Cronologia completa delle presenze e delle reti in nazionale ― Scozia | Cronologia completa delle presenze e delle reti in nazionale ― Scozia | Cronologia completa delle presenze e delle reti in nazionale ― Scozia | Cronologia completa delle presenze e delle reti in nazionale ― Scozia | Cronologia completa delle presenze e delle reti in nazionale ― Scozia |
| Data                                                                  | Città                                                                 | In casa                                                               | Risultato                                                             | Ospiti                                                                | Competizione                                                          | Reti                                                                  | Note                                                                  |
| --------------------------------------------------------------------- | --------------------------------------------------------------------- | --------------------------------------------------------------------- | --------------------------------------------------------------------- | --------------------------------------------------------------------- | --------------------------------------------------------------------- | --------------------------------------------------------------------- | --------------------------------------------------------------------- |
| 10-10-2009                                                            | Yokohama                                                              | Giappone                                                              | 2 – 0                                                                 | Scozia                                                                | Amichevole                                                            | -                                                                     |                                                                       |
| 14-11-2009                                                            | Cardiff                                                               | Galles                                                                | 3 – 0                                                                 | Scozia                                                                | Amichevole                                                            | -                                                                     | 55’                                                                   |
| 3-3-2010                                                              | Glasgow                                                               | Scozia                                                                | 1 – 0                                                                 | Rep. Ceca                                                             | Amichevole                                                            | -                                                                     |                                                                       |
| 11-8-2010                                                             | Solna                                                                 | Svezia                                                                | 3 – 0                                                                 | Scozia                                                                | Amichevole                                                            | -                                                                     |                                                                       |
| 7-9-2010                                                              | Glasgow                                                               | Scozia                                                                | 2 – 1                                                                 | Liechtenstein                                                         | Qual. Euro 2012                                                       | -                                                                     | 54’                                                                   |
| 26-5-2012                                                             | Jacksonville                                                          | Stati Uniti                                                           | 5 – 1                                                                 | Scozia                                                                | Amichevole                                                            | -                                                                     | 68’                                                                   |
| 10-9-2013                                                             | Skopje                                                                | Macedonia                                                             | 1 – 2                                                                 | Scozia                                                                | Qual. Mondiali 2014                                                   | -                                                                     | 80’                                                                   |
| 15-11-2013                                                            | Glasgow                                                               | Scozia                                                                | 0 – 0                                                                 | Stati Uniti                                                           | Amichevole                                                            | -                                                                     | 69’                                                                   |
| 11-11-2016                                                            | Londra                                                                | Inghilterra                                                           | 3 – 0                                                                 | Scozia                                                                | Qual. Mondiali 2018                                                   | -                                                                     |                                                                       |
| 22-3-2017                                                             | Edimburgo                                                             | Scozia                                                                | 1 – 1                                                                 | Canada                                                                | Amichevole                                                            | -                                                                     | 46’                                                                   |
| Totale                                                                |                                                                       | Presenze                                                              | 10                                                                    |                                                                       | Reti                                                                  | 0                                                                     |                                                                       |

## Palmarès

### Club

#### Competizioni nazionali
- Scottish Third Division: 1

Rangers: 2012-2013
- Scottish League One: 1

Rangers: 2013-2014
- Scottish Challenge Cup: 1

Rangers: 2015-2016
- Scottish Championship: 1

Rangers: 2015-2016